# 베네수엘라의 국장

베네수엘라의 국장

베네수엘라의 국장은 1836년 4월 18일에 처음 제정되었다. 현재의 국장은 2006년 3월 12일에 우고 차베스 대통령에 의해 수정된 것으로 당시 국장에 그려져 있던 말이 달리는 방향을 오른쪽에서 왼쪽으로 수정한 디자인이다.
국장 가운데에는 세 개의 작은 공간으로 나뉜 방패가 그려져 있으며 방패 왼쪽 상단에는 빨간색 바탕에 24개의 밀 이삭이 그려져 있다. 24개의 밀 이삭은 베네수엘라를 구성하는 24개의 주의 단결과 나라의 풍요로움을 의미한다. 방패 오른쪽 상단에는 노란색 바탕에 활과 화살이 든 화살통, 칼과 사브르, 창, 그리고 엇갈린 채로 게양되어 있는 2개의 베네수엘라의 국기가 월계수 가지에 묶여진 채로 그려져 있다.
방패 하단에는 파란색 바탕에 달리고 있는 하얀색 말이 그려져 있다. 월계수 가지는 전쟁에서의 승리의 상징이며 하얀색 말은 독립과 자유를 의미한다. 방패 위쪽에는 엇갈린 채로 놓인 두 개의 뿔(코르누코피아)이 놓여 있으며 뿔 안에는 꽃과 과일이 들어 있다. 방패 왼쪽에는 올리브 가지가 장식되어 있으며 오른쪽에는 야자나무 가지가 장식되어 있다. 뿔은 풍요를, 올리브 가지와 야자나무 가지는 평화와 영광을 의미한다. 국장 아래쪽에는 베네수엘라의 국기를 구성하는 색인 노란색, 파란색, 빨간색 세 가지의 리본이 장식되어 있다.
리본 왼쪽에는 "1810년 4월 19일 독립"("19 de Abril de 1810 Independencia"), 리본 오른쪽에는 "1859년 2월 20일 연방"("20 de febrero de 1859 Federación")이라는 문구가 스페인어로 쓰여져 있으며 리본 가운데에는 베네수엘라의 공식 명칭인 "베네수엘라 볼리바르 공화국"("República Bolivariana de Venezuela")이 스페인어로 쓰여 있다.

## 역대 베네수엘라의 국장

1777년 ~ 1811년
1811년 ~ 1812년
1812년 ~ 1814년
1814년 ~ 1819년
1819년 ~ 1821년
1821년 ~ 1830년
1830년 ~ 1864년
1864년 ~ 1954년
1954년 ~ 2006년